# Іґналін (Вармінсько-Мазурське воєводство)
Іґналін (пол. Ignalin, нім. Reimerswalde) — село в Польщі, у гміні Лідзбарк-Вармінський Лідзбарського повіту Вармінсько-Мазурського воєводства.
Населення — 254 особи (2011).
У 1975-1998 роках село належало до Ольштинського воєводства.

## Демографія
Демографічна структура станом на 31 березня 2011 року:
|          | Загалом | Допрацездатний вік | Працездатний вік | Постпрацездатний вік |
| -------- | ------- | ------------------ | ---------------- | -------------------- |
| Чоловіки | 126     | 35                 | 78               | 13                   |
| Жінки    | 128     | 35                 | 70               | 23                   |
| Разом    | 254     | 70                 | 148              | 36                   |